# Петрицький Анатолій Галактіонович
Анато́лій Галактіо́нович Петри́цький, Анатоль Петрицький (31 січня (12 лютого) 1895, Київ — 6 березня 1964, Київ) — український живописець, художник театру і книги.

## Біографія

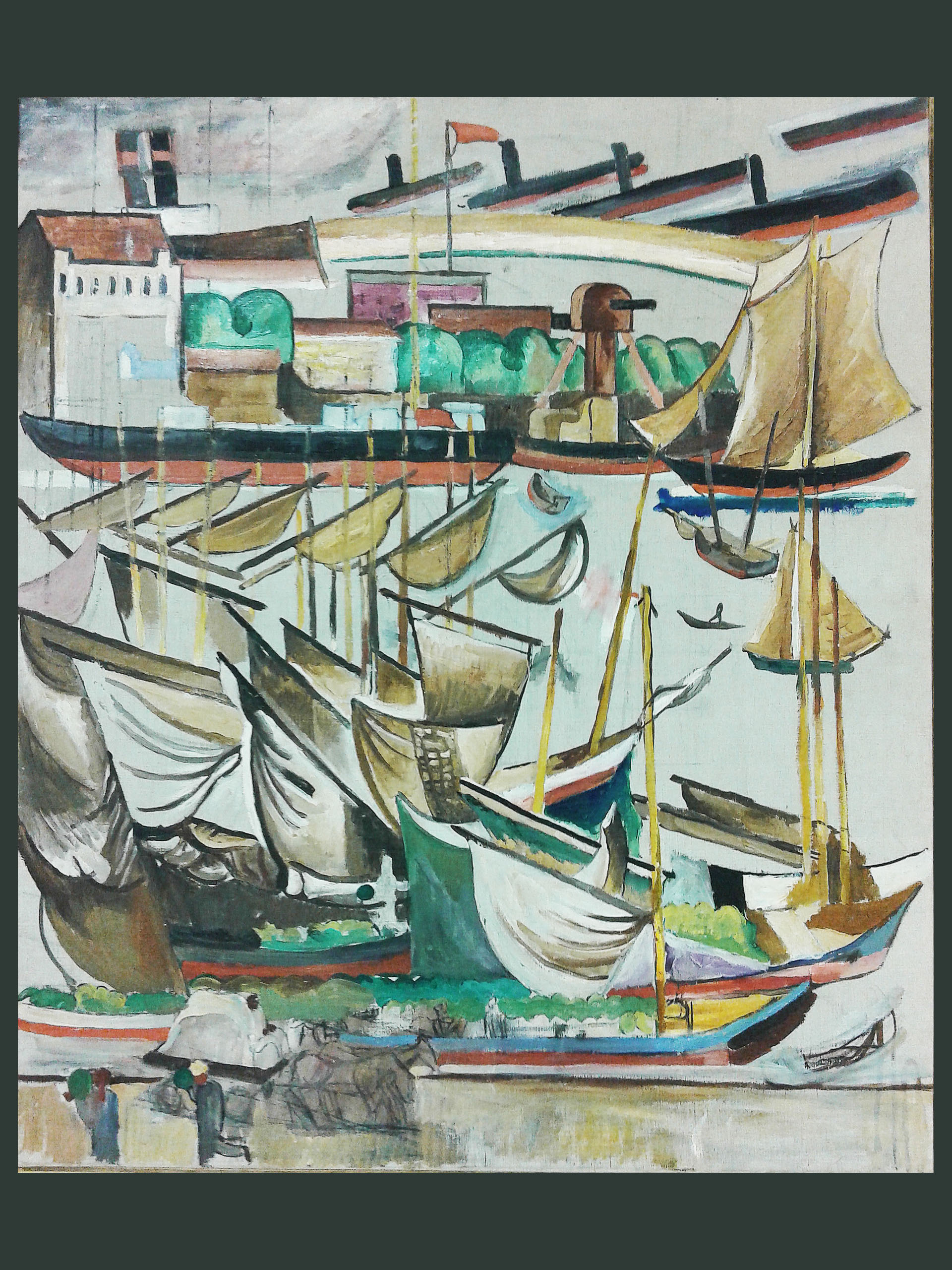
«Гавань», 1930—1931. Мистецький Арсенал, Колекція І.Диченка

Народився в сім'ї залізничника. У 1912–1918 роках навчався в Київському художньому училищі. Був учнем Василя Кричевського. Одночасно навчався у студії Олександра Мурашка. Експонувати свої роботи почав з 1914 року. В 1916 році відбувся його дебют як театрального художника. Головний художник Молодого театру Леся Курбаса (1917⁣—⁣1919). Оформив більшість вистав театру, зокрема «Осінь», «Кандіда», «Затоплений дзвін», «Різдвяний вертеп» тощо.
У 1927 році був одним із засновників (разом із письменниками Ґео Шкурупієм, Дмитром Бузьком, Леонідом Скрипником, Олексієм Полторацьким, Олексою Влизьком та художником Вадимом Меллером) футуристичної організації «Нова генерація».
Був головним художником Першого державного драматичного театру УРСР й Української музичної драми у Києві. Займався художнім оформленням книжок і журналів. Входив до літературних об'єднань «Біла студія» (1918) і «Фламінго» (1919). Член ВКП(б) з 1943 року.
Картина «Інваліди» А. Петрицького була представлена на Венеційській бієнале 1930 року, отримала там надзвичайно високу оцінку і потім кілька років подорожувала Америкою у складі виставки картин, про які багато писала європейська преса.
«1929 року у Харкові вийшов люксусовий альбом „Театральні строї Петрицького“. Нині на аукціонах світу його продають за тисячі доларів. Цей альбом мав у своїй бібліотеці Пікассо. Екстер послуговувалася ним, викладаючи основи композиції в Сучасній академії мистецтв Леже в Парижі», — пише мистецтвознавець Дмитро Горбачов. І називає Петрицького «генієм українського авангарду».

Помер 6 березня 1964 року. Похований на Байковому кладовищі в Києві (надгробний пам'ятник — бронза, скульптор Г. Н. Кальченко; встановлений у 1970 році).
Понад 500 театральних робіт А.Г. Петрицького належать до зібрання Музею театрального, музичного та кіномистецтва України.
Окремі твори зберігаються в Національному художньому музеї.
1965 на його честь названо вулицю в Києві. На фасаді будинку по вулиці Золотоворітській 8/4, де мешкав художник з 1961—1964 роках, встановлено меморіальну дошку; бронза, скульптор — Галина Кальченко.

## Творчість

Меморіальна дошка Анатолію Петрицькому на фасаді будинку по вул. Золотоворітській 8/4, в якому він мешкав в 1961—1964 рр.

Анатолій Петрицький — напрочуд обдарована людина, яка зуміла побачити і передати драматизм людського життя, створювати яскраві панно, в барвистих ритмах якого звучить перегук з українським фольклором, із живою стихією народної творчості. Крім цього Петрицький був оригінальним художником театру, виконав вражаючі за образністю і абсолютно точним відчуттям епохи театральні строї і декорації. Як зазначає Ігор Шаров, в часи засилля соціалістичного реалізму, що потребував від митців дотримуватися чітких канонів у виконанні творчих завдань, робота в галузі театрального живопису, де все-таки не обійтися без образної умовності, здатна була вберегти художника від нівелювання його як творчої особистості. Зосереджуючись на театральному живописі, Петрицький мав можливість синтезувати пошуки попередніх років, поєднуючи талант станковиста і театрального художника. В галузі театрального живопису Петрицький виявив себе обдарованим колористом і монументалістом, продовжуючи плідно розвивати лірико-епічні традиції українського мистецтва. Так само у новій художньо-образній якості об'ємно-просторових вирішень постала і його майстерність рисувальника, органічно узгодившись з тонким знанням декоративних прийомів. Однією з найвідоміших робіт А. Петрицького є картина «Півонії».

## Нагороди та премії
- 1944 — народний художник СРСР
- заслужений діяч мистецтв УРСР
- 1949 — Сталінська премія другого ступеня — за оформлення вистави «Макар Діброва» О. Є. Корнійчука
- 1951 — Сталінська премія другого ступеня — за оформлення вистави «Калиновий гай» О. Є. Корнійчука
- 1960 — орден Леніна
- 1945 — орден Вітчизняної війни 1-го ступеня
- ще три ордени і медалі